# Nawigacja
Nawigacja (łac. navigatio "żegluga" od navigare "żeglować" z navis "statek") – dział wiedzy zajmujący się określaniem bieżącego położenia oraz optymalnej drogi do celu dla ludzi, statków, pojazdów lądowych i innych przemieszczających się obiektów.
- Nawigator, specjalista nawigacji: nawigator morski statku wodnego lub nawigator lotniczy statku powietrznego.

Rodzaje nawigacji:
- Nawigacja satelitarna, np. GPS – nawigacja oparta na sygnałach radiowych wysyłanych przez sztuczne satelity Ziemi.
- Nawigacja astronomiczna, astronawigacja – jest prowadzona na podstawie obserwacji ciał niebieskich, przy dokładnej znajomości czasu lokalnego.
- Nawigacja pilotowa – jest prowadzona w portach i na torach podejściowych do portów z uwzględnieniem znaków nawigacyjnych, polega na identyfikacji mijanych pław, staw, nabieżników. Pilotaż stosowany jest w otoczeniu portów, na prowadzących do nich torach wodnych, oraz na innych akwenach (najczęściej lokalnych) o zwiększonym natężeniu ruchu (cieśniny i inne wąskie przejścia), niebezpiecznych ze względu na przeszkody podwodne (rafy, wraki itp.), a także na akwenach, gdzie pilotaż wymagany jest przez przepisy lokalne.
- Nawigacja radiowa, radionawigacja – nawigacja oparta na sygnałach radiowych wysyłanych przez specjalne nadajniki. Mogą to być proste nadajniki (radiolatarnie) lub nadajniki zsynchronizowane w system hiperboliczny (LORAN, Decca, inne systemy (lokalne)).
- Nawigacja zliczeniowa stosowana przed wprowadzeniem radionawigacji w trudnych warunkach atmosferycznych – prowadzona na podstawie zestawiania kierunku ruchu statku (kursu) i jego szybkości.
- Nawigacja terrestryczna – nawigacja oparta na obserwacji znaków nawigacyjnych i innych charakterystycznych obiektów znajdujących się na wybrzeżu, stosowana w zasięgu widoczności lądu.
- Nawigacja radarowa – polega na obserwacji zarysów wybrzeży i obiektów nawigacyjnych przy pomocy radaru.
- Nawigacja inercyjna – jest stosowana głównie w okrętach podwodnych, przy pomocy skomplikowanych systemów żyroskopowych.
- Meteonawigacja – nawigacja meteorologiczna zajmująca się planowaniem podróży z uwzględnieniem warunków meteorologicznych
- rodzaje nawigacji po stronach HTML – globalna, lokalna, kontekstowa oraz okruszkowa.